# Liste der Monuments historiques in Besançon
Die Liste der Monuments historiques in Besançon führt die Monuments historiques in der französischen Stadt Besançon auf.

## Liste der Bauwerke
| Bezeichnung                                         | Beschreibung | Standort                                                             | Kennzeichnung | Schutzstatus                  | Datum                         | Bild           |
| --------------------------------------------------- | --- | -------------------------------------------------------------------- | ------------- | ----------------------------- | ----------------------------- | -------------- |
| Kirche Notre-Dame                                   | Stiftskirche der ehemaligen Benediktinerabtei St-Vincent, ab dem 11. Jahrhundert | Rue Mégevand (Lage)                                                  | PA00101452    | Inscrit                       | 1926                          | weitere Bilder |
| Kirche St-Paul                                      | Kirchenschiff der ehemaligen Stiftskirche der Benediktinerabtei St-Paul, ab dem 11. Jahrhundert; heute Lapidarium | Rue d’Alsace (Lage)                                                  | PA00101453    | Classé                        | 1942                          | weitere Bilder |
| Amphitheater                                        | im 1. Jahrhundert angelegt; mit den Resten der Kapelle St-Jacques aus dem 10. Jahrhundert | Rue d’Arènes (Lage)                                                  | PA00101454    | Classé Inscrit                | 1927 1947 2002                | weitere Bilder |
| Hôtel de Grammont                                   | ehemaliger Bischofspalast; 1705 durch die Zusammenfassung von drei Gebäuden entstanden, im 18. und 19. Jahrhundert wiederholt umgestaltet; seit 1905 Rektorat der Akademie von Besançon; mit der Kapelle St-Nicolas, der Orangerie und Teilen der Innenausstattung | 8, 10 rue de la Convention (Lage)                                    | PA00101455    | Classé Inscrit                | 1908 1979                     | weitere Bilder |
| Caborde des Montboucons                             | Weinbergshütte, 17. oder 18. Jahrhundert | 12 rue François-Arago (Lage)                                         | PA00101457    | Classé                        | 1982                          | weitere Bilder |
| Caborde de Chaudanne                                | Weinbergshütte, 17. oder 18. Jahrhundert | Les Chevanneys (Lage)                                                | PA00101458    | Inscrit                       | 1980                          | weitere Bilder |
| Caborde de Velotte                                  | Weinbergshütte, 17. oder 18. Jahrhundert | Chemin de l’Œillet (Lage)                                            | PA00101459    | Inscrit                       | 1980                          | weitere Bilder |
| Café du Commerce                                    | Ausstattung des Gastraums, zweite Hälfte des 19. Jahrhunderts | 31 rue des Granges (Lage)                                            | PA00101460    | Inscrit                       | 1981                          | weitere Bilder |
| Caserne Ruty                                        | um 1800 erbaut | 62 rue François-Louis-Bersot (Lage)                                  | PA00101461    | Inscrit                       | 1964                          | weitere Bilder |
| Kathedrale St-Jean-et-St-Étienne                    | ab dem 11. Jahrhundert | Rue de la Convention (Lage)                                          | PA00101462    | Classé                        | 1875                          | weitere Bilder |
| Kapitelsaal der Abtei Saint-Paul                    | aus dem 13. Jahrhundert | 12b rue de Lorraine (Lage)                                           | PA00101463    | Inscrit                       | 1972                          | weitere Bilder |
| Kapelle der unbeschuhten Karmeliter                 | aus der zweiten Hälfte des 17. Jahrhunderts; heute Mehrzwecksaal und Wohnnutzung | 50 rue Battant (Lage)                                                | PA00101464    | Inscrit                       | 1937                          | weitere Bilder |
| Wasserbehälter der Sources d’Arcier                 | 1854 erbaut | Rue du Cingle (Lage)                                                 | PA00101465    | Inscrit                       | 1926                          | weitere Bilder |
| Zitadelle                                           | von 1668 bis 1695 erbaut, Entwurf Sébastien Le Prestre de Vauban, Ausführung bis 1674 durch Prosper-Ambroise de Precipiano | Rue des Fusillés de la Résistance (Lage)                             | PA00101466    | Classé Inscrit Classé         | 1942 1944 2019 2025           | weitere Bilder |
| Bastion Bregille                                    | von 1687 bis 1689 erbaut; mit den anschließenden Befestigungswällen | Avenue Arthur-Gaulard (Lage)                                         | PA00101467    | Classé Inscrit Classé         | 1942 2019 2025                | weitere Bilder |
| Kirche Sainte-Madeleine                             | von 1746 bis 1766 erbaut, Architekt Nicolas Nicole | Rue de la Madeleine (Lage)                                           | PA00101468    | Classé                        | 1930                          | weitere Bilder |
| Kirche der Dames de Battant                         | Klosterkirche der Zisterzienserinnenabtei Battant; von 1714 bis 1720 erbaut, nach der Französischen Revolution als Nationalgut verkauft, heute gewerblich genutzt | 59 rue des Granges (Lage)                                            | PA00101469    | Inscrit                       | 1942                          | weitere Bilder |
| Karmeliterkirche                                    | von 1435 bis 1472 erbaut, nach der Französischen Revolution als Nationalgut verkauft, heute gewerblich genutzt | 86, 88 Grande-Rue, rue de la Préfecture (Lage)                       | PA00101470    | Inscrit                       | 1937                          | weitere Bilder |
| Collège Victor-Hugo                                 | ehemaliges Jesuitenkolleg; Kirche St-François-Xavier, um 1680; Klostergebäude zwischen 1718 und 1737 | 8 rue du Lycée (Lage)                                                | PA00101471    | Classé                        | 1942 1996                     | weitere Bilder |
| Kirche St-Maurice                                   | von 1707 bis 1723 erbaut | 119b Grande-Rue (Lage)                                               | PA00101472    | Inscrit                       | 1938                          | weitere Bilder |
| Kirche St-Pierre                                    | von 1782 bis 1786 erbaut, Architekt Claude-Joseph-Alexandre Bertrand | Place du Huit-Septembre (Lage)                                       | PA00101473    | Classé                        | 1942                          | weitere Bilder |
| Fontaine des Clarisses                              | 1755 erbaut, Architekt Charles-François Longin | 4 rue Mégevand (Lage)                                                | PA00101474    | Inscrit                       | 1935                          | weitere Bilder |
| Fontaine des Dames                                  | 1760 (?) erbaut, Architekt Claude-Joseph-Alexandre Bertrand, Bildhauer Luc Breton | 10 rue Charles-Nodier (Lage)                                         | PA00101475    | Classé                        | 1921                          | weitere Bilder |
| Fontaine de l’État-Major                            | 1900 erbaut, Entwurf Étienne Bernard Saint-Ginest, Bildhauer Albert Pasche | Place Jean-Cornet (Lage)                                             | PA00101476    | Inscrit                       | 1937                          | weitere Bilder |
| Fontaine Saint-Quentin                              | 1698 oder 1756 erbaut | Place Victor-Hugo, Rue de la Convention (Lage)                       | PA00101477    | Inscrit                       | 1937                          | weitere Bilder |
| Fontaine du Doubs                                   | von 1747 bis 1751 erbaut, Bildhauer Jacques Perrette nach einem Entwurf von François Devosge | Rue Ronchaux (Lage)                                                  | PA00101478    | Classé                        | 1921                          | weitere Bilder |
| Städtischer Getreidespeicher                        | von 1720 bis 1726 erbaut, Architekt Isaac Robelin | Place de la Révolution, 27 rue des Boucheries, 27 quai Vauban (Lage) | PA00101479    | Inscrit                       | 1929 1933                     | weitere Bilder |
| Hôpital du Saint-Esprit                             | ehemaliges Hospital, vermutlich zwischen 1207 und 1220 gegründet, 1797 aufgelöst; Hospitalgebäude mit Ehrenhof und Portal aus dem 17. oder 18. Jahrhundert, die gotische Kirche seit 1842 als Temple du St-Esprit protestantische Pfarrkirche mit neugotischem Portal von Alphonse Delacroix | 3, 5 rue Claude-Goudimel, 31 quai Vauban (Lage)                      | PA00101480    | Classé Inscrit Classé Inscrit | 1932 1933 1937 2005 2019 2020 | weitere Bilder |
| Hôpital Saint-Jacques                               | ab 1686 erbaut, Kapelle Notre-Dame-du-Refuge von 1739, Architekt Nicolas Nicole | 2, 4 place Saint-Jacques, 18 rue de l’Orme-de-Chamars (Lage)         | PA00101481    | Inscrit Classé Inscrit        | 1938 1970 2012                | weitere Bilder |
| Hôtel Alvizet                                       | Hôtel particulier, spätes 17. und 18. Jahrhundert, im Kern eventuell älter; mit dem Park | 23 rue des Martelots, 1 rue Jean-Claude-Eugène-Péclet (Lage)         | PA00101482    | Classé                        | 2009                          | weitere Bilder |
| Hôtel d’Anvers                                      | Hôtel particulier, Ende des 16. Jahrhundert, im 18. Jahrhundert verändert; mit den archäologischen Befunden | 44 Grande-Rue (Lage)                                                 | PA00101483    | Inscrit                       | 1994                          | weitere Bilder |
| Hôtel Boistouset                                    | ehemaliges Kanonikerhaus, zwischen 1744 und 1750 erbaut; heute Residenz des Erzbischofs | 3, 5 rue de la Convention (Lage)                                     | PA00101484    | Inscrit                       | 1942                          | weitere Bilder |
| Hôtel Bonvalot                                      | ehemaliges Kanonikerhaus, zwischen 1538 und 1544 erbaut; heute Kloster | 4, 6 rue du Cingle (Lage)                                            | PA00101485    | Inscrit                       | 1926 1938                     | weitere Bilder |
| Hôtel du Bouteiller                                 | auch Hôtel de Montureux; Hôtel particulier, bezeichnet 1582, Architekt möglicherweise Hugues Sambin, 1741 erweitert, Architekt Jean-Charles Colombot | 2 rue des Granges (Lage)                                             | PA00101486    | Inscrit                       | 2008                          | weitere Bilder |
| Hôtel Buson d’Auxon                                 | Hôtel particulier, um 1600 | 5 rue des Granges (Lage)                                             | PA00101487    | Inscrit                       | 1937                          | weitere Bilder |
| Hôtel de Camus                                      | Hôtel particulier, 1782 erbaut, Architekt Claude-Joseph-Alexandre Bertrand; mit Teilen der Innenausstattung | 2 rue des Martelots (Lage)                                           | PA00101488    | Inscrit                       | 1986                          | weitere Bilder |
| Hôtel de Champagney                                 | Hôtel particulier, 16. Jahrhundert | 37 rue Battant (Lage)                                                | PA00101489    | Inscrit                       | 1966                          | weitere Bilder |
| Petit Hôtel Chassignet                              | Hôtel particulier, Ende des 16. Jahrhunderts | 12 rue Pasteur, 1 rue Émile-Zola (Lage)                              | PA00101490    | Inscrit                       | 1927 1942                     | weitere Bilder |
| Hôtel Chevanney                                     | Hôtel particulier, 1582 erbaut, Architekt Hugues Sambin, um 1730 erweitert, Architekten Jean-Pierre Galezot und Nicolas Nicole | 11 Grande-Rue (Lage)                                                 | PA00101491    | Inscrit                       | 1937                          | weitere Bilder |
| Hôtel de Clermont                                   | Hôtel particulier, 1733 erbaut, Architekt vermutlich Jean-Pierre Galezot | 127 Grande-Rue (Lage)                                                | PA00101492    | Inscrit                       | 1926 1937                     | weitere Bilder |
| Hôtel de Courbouzon                                 | Hôtel particulier, 1744 erbaut, Architekt Jean-Charles Colombot; mit Teilen der Innenausstattung | 20 rue Chifflet (Lage)                                               | PA00101493    | Classé Inscrit                | 1984                          | weitere Bilder |
| Hôtel de Courbouzon-Villefrançon                    | Hôtel particulier, von 1732 bis 1735 erbaut; mit Teilen der Innenausstattung | 18 rue Chifflet (Lage)                                               | PA00101494    | Inscrit Classé Inscrit        | 1937 1984                     | weitere Bilder |
| Hôtel Fleury de Villayer                            | Hôtel particulier, von 1757 bis 1759 erbaut, Architekt Jean-Charles Colombot | 26 rue Chifflet (Lage)                                               | PA00101495    | Inscrit                       | 1937 1942                     | weitere Bilder |
| Hôtel Gauthiot d’Ancier                             | Hôtel particulier, 1533 fertiggestellt, im Kern älter (mit Fachwerk des 13. oder 14. Jahrhunderts) | 15 Grande-Rue (Lage)                                                 | PA00101496    | Inscrit                       | 1942 1994                     | weitere Bilder |
| Hôtel Isabey                                        | Hôtel particulier, 1775 erbaut, Architekt Claude-Antoine Colombot; mit Teilen der Innenausstattung | 21 rue de la Préfecture (Lage)                                       | PA00101497    | Inscrit                       | 1984                          | weitere Bilder |
| Hôtel Lavernette                                    | Hôtel particulier, von 1789 bis 1792 erbaut, Architekt Claude-Antoine Colombot; mit Teilen der Innenausstattung | 3 rue du Lycée (Lage)                                                | PA00101498    | Inscrit                       | 1979                          | weitere Bilder |
| Hôtel de Ligniville                                 | Hôtel particulier, 1753 erbaut, Architekt Jean-Charles Colombot, von 1774 bis 1781 erweitert, Architekt Claude-Antoine Colombot; mit Teilen der Innenausstattung | 104 Grande-Rue (Lage)                                                | PA00101499    | Classé                        | 1984                          | weitere Bilder |
| Hôtel Mareschal                                     | Hôtel particulier, nach 1516 erbaut | 19 rue Rivotte (Lage)                                                | PA00101500    | Classé                        | 1938                          | weitere Bilder |
| Hôtel de Magnoncourt                                | Hôtel particulier, von 1776 bis 1779 erbaut, Architekt Claude-Joseph-Alexandre Bertrand; mit Teilen der Innenausstattung | 7 rue Charles-Nodier (Lage)                                          | PA00101501    | Classé                        | 1996                          | weitere Bilder |
| Hôtel de Mesmay                                     | Hôtel particulier, zweites Viertel des 18. Jahrhunderts, Architekt Alphonse Delacroix | 9 rue Moncey (Lage)                                                  | PA00101502    | Inscrit                       | 1942                          | weitere Bilder |
| Hôtel de Montmartin                                 | Hôtel particulier, 1582 bis 1586 für Antoine Perrenot de Granvelle erbaut, Architekten Richard und Jean Maire, danach wiederholt umgebaut und erweitert | 12 rue de l’Orme-de-Chamars (Lage)                                   | PA00101503    | Inscrit                       | 1979                          | weitere Bilder |
| Hôtel Petit de Marivat                              | Hôtel particulier, 1732 erbaut, Architekt Jean-François Blondel | 2 place Jean Cornet (Lage)                                           | PA00101505    | Inscrit                       | 1942                          | weitere Bilder |
| Hôtel Saint-Paul                                    | Hôtel particulier | 11 rue Battant (Lage)                                                | PA00101506    | Inscrit                       | 1938                          | weitere Bilder |
| Hôtel Terrier                                       | Hôtel particulier, zwischen 1745 und 1749 erbaut; mit Teilen der Innenausstattung | 22 rue Chifflet (Lage)                                               | PA00101507    | Inscrit                       | 2001                          | weitere Bilder |
| Hôtel Terrier de Santans                            | Hôtel particulier, 1772 fertiggestellt, Architekt Claude-Joseph-Alexandre Bertrand; mit den Wirtschaftsgebäuden | 68 Grande-Rue (Lage)                                                 | PA00101508    | Classé                        | 2010                          | weitere Bilder |
| Hôtel de Valay                                      | Hôtel particulier, nach 1774, Architekt Claude-Antoine Colombot; mit der Parkanlage und Teilen der Innenausstattung | 19 rue de la Préfecture (Lage)                                       | PA00101509    | Inscrit                       | 2011                          | weitere Bilder |
| Hôtel de Ville                                      | von 1569 bis 1573 erbaut | 52 Grande-Rue (Lage)                                                 | PA00101510    | Classé Inscrit                | 1912 2019                     | weitere Bilder |
| Wohn- und Geschäftshaus                             | um 1600 erbaut | 44 rue d’Arènes (Lage)                                               | PA00101511    | Inscrit                       | 1942                          | weitere Bilder |
| Wohn- und Geschäftshaus                             | Ladenfassade, drittes Viertel des 19. Jahrhunderts, um 1920 im Art déco modernisiert; zerstört | 9 rue des Boucheries (Lage)                                          | PA00101512    | Inscrit gelöscht              | 1947 2006                     |                |
| Hôtel Boudard                                       | Hôtel particulier, zwischen 1750 und 1753 erbaut; mit Teilen der Innenausstattung | 24 rue Chifflet (Lage)                                               | PA00101513    | Inscrit                       | 1937 1986                     | weitere Bilder |
| Wohnhaus                                            | ab dem frühen 16. Jahrhundert | 20 rue Ernest-Renan (Lage)                                           | PA00101514    | Inscrit                       | 1941                          | weitere Bilder |
| Hôtel Pourcheresse de Fraisans                      | 1739 begonnen, Architekt Nicolas Nicole | 67 Grande-Rue (Lage)                                                 | PA00101515    | Inscrit                       | 1963                          |                |
| Wohn und Geschäftshaus                              | aus dem 17. Jahrhundert | 80 Grande-Rue (Lage)                                                 | PA00101516    | Inscrit                       | 1942                          | weitere Bilder |
| Fontaine des Carmes                                 | Brunnen und Gebäude, 1564 erbaut, Bildhauer Claude Lullier | 88 Grande-Rue (Lage)                                                 | PA00101517    | Classé                        | 1922                          | weitere Bilder |
| Wohn- und Geschäftshaus                             | Portal und Nische, 17. Jahrhundert | 69 rue des Granges (Lage)                                            | PA00101518    | Inscrit                       | 1942                          | weitere Bilder |
| Wohn- und Geschäftshaus                             | aus dem 18. Jahrhundert | 6 rue de la Madeleine (Lage)                                         | PA00101519    | Inscrit                       | 1937                          | weitere Bilder |
| Hôtel de la Préfecture                              | von 1771 bis 1778 erbaut, Architekten Victor Louis und Nicolas Nicole, danach wiederholt erweitert; mit Teilen der Innenausstattung, dem Ehrenhof und der Gartenanlage | 8, 10 rue Charles-Nodier (Lage)                                      | PA00101520    | Classé Inscrit                | 1923 1963 2020                | weitere Bilder |
| Square Castan                                       | archäologischer Garten mit gallorömischen Funden, teilweise in situ, 1870 angelegt, Entwurf Alfred Ducat und Brice Michel | Square Castan (Lage)                                                 | PA00101521    | Classé Inscrit                | 1886 1945 2021                | weitere Bilder |
| Franziskanerkloster                                 | heute Lycée Louis Pasteur; Klostergebäude des 18. Jahrhunderts; Kapelle, drittes Viertel des 19. Jahrhunderts, Architekt Alfred Ducat; mit Teilen der Innenausstattung | 4 rue du Lycée (Lage)                                                | PA00101522    | Inscrit                       | 1979 1992                     | weitere Bilder |
| Wohn- und Geschäftshaus                             | aus dem 16. Jahrhundert | 22 rue d’Arènes (Lage)                                               | PA00101523    | Inscrit                       | 1942                          | weitere Bilder |
| Wohn- und Geschäftshaus                             | aus dem 16. Jahrhundert | 45 rue d’Arènes (Lage)                                               | PA00101524    | Inscrit                       | 1942                          | weitere Bilder |
| Wohn- und Geschäftshaus                             | aus dem 16. Jahrhundert | 10 rue Battant (Lage)                                                | PA00101525    | Inscrit                       | 1937                          | weitere Bilder |
| Wohn- und Geschäftshaus                             | um 1500 erbaut; mit Teilen der Innenausstattung | 12 rue Battant (Lage)                                                | PA00101526    | Inscrit                       | 1941 1991                     | weitere Bilder |
| Wohn- und Geschäftshaus                             | um 1500 erbaut | 18 rue Battant (Lage)                                                | PA00101527    | Inscrit                       | 1941                          | weitere Bilder |
| Wohn- und Geschäftshaus                             | aus dem 16. oder 17. Jahrhundert | 45 rue Battant (Lage)                                                | PA00101528    | Inscrit                       | 1937                          | weitere Bilder |
| Wohn- und Geschäftshaus                             | aus dem 16. oder 17. Jahrhundert | 47 rue Battant (Lage)                                                | PA00101529    | Inscrit                       | 1937                          | weitere Bilder |
| Wohn- und Geschäftshaus                             | aus dem 16. oder 17. Jahrhundert | 51 rue Battant (Lage)                                                | PA00101530    | Inscrit                       | 1937                          | weitere Bilder |
| Wohnhaus                                            | aus dem 16. Jahrhundert | 97 rue Battant (Lage)                                                | PA00101531    | Inscrit                       | 1937                          | weitere Bilder |
| Wohnhaus                                            | bürgerliches Anwesen, zwischen 1740 und 1760 erbaut; mit Teilen der Innenausstattung | 28 rue de la Cassotte (Lage)                                         | PA00101532    | Inscrit                       | 1987                          | weitere Bilder |
| Wohnhaus                                            | Ausmalung eines Zimmers, erste Hälfte des 17. Jahrhunderts | 19 rue du Chapitre (Lage)                                            | PA00101533    | Inscrit                       | 1986                          |                |
| Wohn- und Geschäftshaus                             | aus der ersten Hälfte des 16. Jahrhunderts | 11 rue Claude-Pouillet (Lage)                                        | PA00101534    | Inscrit                       | 1937                          | weitere Bilder |
| Wohn- und Geschäftshaus                             | aus dem 17. Jahrhundert | 24 rue Claude-Pouillet (Lage)                                        | PA00101535    | Inscrit                       | 1937                          | weitere Bilder |
| Wohn- und Geschäftshaus                             | im Kern mittelalterlich, im 17. Jahrhundert umgebaut | 4 rue de la Convention (Lage)                                        | PA00101536    | Inscrit                       | 1937                          | weitere Bilder |
| Hôtel Jouffroy                                      | Hôtel particulier, um 1500 | 1 rue du Grand-Charmont, 2 rue du Petit-Charmont (Lage)              | PA00101537    | Inscrit                       | 1937                          | weitere Bilder |
| Wohn- und Geschäftshaus                             | 1741 erbaut | 13 Grande-Rue (Lage)                                                 | PA00101538    | Inscrit                       | 1937                          | weitere Bilder |
| Wohnhaus                                            | aus dem 17. Jahrhundert | 129 Grande-Rue (Lage)                                                | PA00101539    | Inscrit                       | 1938                          | weitere Bilder |
| Wohnhaus                                            | aus dem 17. Jahrhundert | 131 Grande-Rue (Lage)                                                | PA00101540    | Inscrit                       | 1942                          | weitere Bilder |
| Wohnhaus                                            | aus dem 17. Jahrhundert | 131b Grande-Rue (Lage)                                               | PA00101541    | Inscrit                       | 1937                          | weitere Bilder |
| Wohn- und Geschäftshaus                             | Corps de Logis eines ehemaligen Hôtel particulier, Anfang des 18. Jahrhunderts erbaut, Fenstergewände aus dem 16. Jahrhundert | 133 Grande-Rue (Lage)                                                | PA00101542    | Inscrit                       | 1937                          | weitere Bilder |
| Hôtel de Turgis                                     | Hôtel particulier, zweite Hälfte des 16. Jahrhunderts | 135 Grande-Rue (Lage)                                                | PA00101543    | Inscrit                       | 1937                          | weitere Bilder |
| Geburtshaus von Victor Hugo                         | Wohn- und Geschäftshaus, 1761 erbaut, Architekt Jean-Charles Colombot, Hinterhäuser aus dem 16. Jahrhundert | 140 Grande-Rue, 4 rue Ernest-Renan (Lage)                            | PA00101544    | Inscrit                       | 1942                          | weitere Bilder |
| Wohn- und Geschäftshaus                             | ab dem späten 15. Jahrhundert | 142 Grande-Rue, 2 rue Ernest-Renan (Lage)                            | PA00101545    | Inscrit                       | 1932 1942                     | weitere Bilder |
| Wohn- und Geschäftshaus                             | um 1800 erbaut | 1 place du Huit-Septembre (Lage)                                     | PA00101546    | Inscrit                       | 1937                          | weitere Bilder |
| Wohn- und Geschäftshaus                             | 1787 erbaut, Architekt Claude-Joseph-Alexandre Bertrand | 2 place du Huit-Septembre (Lage)                                     | PA00101547    | Inscrit                       | 1937                          | weitere Bilder |
| Wohn- und Geschäftshaus                             | um 1800 erbaut | 3 place du Huit-Septembre (Lage)                                     | PA00101548    | Inscrit                       | 1937                          | weitere Bilder |
| Wohn- und Geschäftshaus                             | aus dem 18. Jahrhundert | 4 place du Huit-Septembre (Lage)                                     | PA00101549    | Inscrit                       | 1937                          | weitere Bilder |
| Wohn- und Geschäftshaus                             | um 1800 erbaut | 5 place du Huit-Septembre (Lage)                                     | PA00101550    | Inscrit                       | 1937                          | weitere Bilder |
| Wohn- und Geschäftshaus                             | aus dem 18. Jahrhundert | 6 place du Huit-Septembre (Lage)                                     | PA00101551    | Inscrit                       | 1937                          | weitere Bilder |
| Wohn- und Geschäftshaus                             | aus dem 18. Jahrhundert | 6b place du Huit-Septembre (Lage)                                    | PA00101552    | Inscrit                       | 1937                          | weitere Bilder |
| Wohn- und Geschäftshaus                             | um 1800 erbaut | 9 Place du Huit-Septembre (Lage)                                     | PA00101553    | Inscrit                       | 1937                          | weitere Bilder |
| Wohn- und Geschäftshaus                             | um 1800 erbaut | 11 place du Huit-Septembre (Lage)                                    | PA00101554    | Inscrit                       | 1937                          | weitere Bilder |
| Wohn- und Geschäftshaus                             | um 1800 erbaut | 13 place du Huit-Septembre (Lage)                                    | PA00101555    | Inscrit                       | 1937                          | weitere Bilder |
| Wohn- und Geschäftshaus                             | Hinterhaus des Hôtel du Bouteiller | 14 rue Luc-Breton (Lage)                                             | PA00101556    | Inscrit                       | 1937                          | weitere Bilder |
| Wohn- und Geschäftshaus                             | aus dem 16. Jahrhundert; im 19. Jahrhundert als Synagoge von Charmont genutzt | 19 rue de la Madeleine, 1 rue du Viguier (Lage)                      | PA00101557    | Inscrit                       | 1937                          | weitere Bilder |
| Wohn- und Geschäftshaus                             | aus dem 16. Jahrhundert | 32 rue de la Madeleine (Lage)                                        | PA00101558    | Inscrit                       | 1937                          |                |
| Wohnhaus                                            | aus dem 18. Jahrhundert | 8 rue des Martelots (Lage)                                           | PA00101559    | Inscrit                       | 1937                          | weitere Bilder |
| Wohnhaus                                            | 1779 erbaut | 13 rue de la Préfecture, promenade Granvelle (Lage)                  | PA00101560    | Inscrit                       | 1937                          | weitere Bilder |
| Wohnhaus                                            | 1777 erbaut, Architekt Nicolas Nicole | 31 rue de la Préfecture, rue Charles-Nodier (Lage)                   | PA00101561    | Inscrit                       | 1937                          | weitere Bilder |
| Wohnhaus                                            | um 1775 erbaut, Architekt Claude-Antoine Colombot | 5 rue Charles-Nodier (Lage)                                          | PA00101562    | Inscrit                       | 1937                          | weitere Bilder |
| Wohn- und Geschäftshaus                             | Portal mit Nische, bezeichnet 1687 | 10 rue Rivotte (Lage)                                                | PA00101563    | Inscrit                       | 1942                          | weitere Bilder |
| École Rivotte                                       | Schulhaus | 26 rue Rivotte (Lage)                                                | PA00101564    | Inscrit                       | 1942                          | weitere Bilder |
| Wohn- und Geschäftshaus                             | im Kern aus der ersten Hälfte des 16. Jahrhunderts | 28 rue Rivotte (Lage)                                                | PA00101565    | Inscrit                       | 1937                          | weitere Bilder |
| Wohn- und Geschäftshaus                             | | 30 rue Rivotte (Lage)                                                | PA00101566    | Inscrit                       | 1942                          | weitere Bilder |
| Wohnhäuser                                          | teilweise in Fachwerk, 16. Jahrhundert | 13, 15 rue Thiémanté, 36 rue d’Arènes (Lage)                         | PA00101567    | Inscrit                       | 1942                          | weitere Bilder |
| Wohn- und Geschäftshaus                             | von 1691 bis 1695 erbaut | 1 quai Vauban (Lage)                                                 | PA00101568    | Inscrit                       | 1933                          |                |
| Wohn- und Geschäftshäuser                           | von 1691 bis 1695 erbaut | 2, 4 quai Vauban (Lage)                                              | PA00101569    | Inscrit                       | 1933                          | weitere Bilder |
| Wohn- und Geschäftshaus                             | von 1691 bis 1695 erbaut | 3 quai Vauban (Lage)                                                 | PA00101570    | Inscrit                       | 1933                          | weitere Bilder |
| Wohn- und Geschäftshaus                             | von 1691 bis 1695 erbaut | 5 quai Vauban (Lage)                                                 | PA00101571    | Inscrit                       | 1933                          | weitere Bilder |
| Wohn- und Geschäftshaus                             | von 1691 bis 1695 erbaut | 6 quai Vauban (Lage)                                                 | PA00101572    | Inscrit                       | 1933                          | weitere Bilder |
| Wohn- und Geschäftshaus                             | von 1691 bis 1695 erbaut | 7 quai Vauban (Lage)                                                 | PA00101573    | Inscrit                       | 1933                          | weitere Bilder |
| Wohn- und Geschäftshaus                             | von 1691 bis 1695 erbaut | 8 quai Vauban (Lage)                                                 | PA00101574    | Inscrit                       | 1933                          | weitere Bilder |
| Wohn- und Geschäftshaus                             | von 1691 bis 1695 erbaut | 9 quai Vauban (Lage)                                                 | PA00101575    | Inscrit                       | 1933                          | weitere Bilder |
| Wohn- und Geschäftshaus                             | von 1691 bis 1695 erbaut | 10 quai Vauban (Lage)                                                | PA00101576    | Inscrit                       | 1933                          | weitere Bilder |
| Wohn- und Geschäftshaus                             | von 1691 bis 1695 erbaut | 11 quai Vauban (Lage)                                                | PA00101577    | Inscrit                       | 1933                          | weitere Bilder |
| Wohn- und Geschäftshaus                             | von 1691 bis 1695 erbaut | 12 quai Vauban (Lage)                                                | PA00101578    | Inscrit                       | 1933                          | weitere Bilder |
| Wohn- und Geschäftshaus                             | von 1691 bis 1695 erbaut | 13 quai Vauban (Lage)                                                | PA00101579    | Inscrit                       | 1933                          | weitere Bilder |
| Wohn- und Geschäftshaus                             | von 1691 bis 1695 erbaut | 14 quai Vauban (Lage)                                                | PA00101580    | Inscrit                       | 1933                          | weitere Bilder |
| Wohn- und Geschäftshaus                             | von 1691 bis 1695 erbaut | 15 quai Vauban (Lage)                                                | PA00101581    | Inscrit                       | 1933                          | weitere Bilder |
| Wohn- und Geschäftshaus                             | von 1691 bis 1695 erbaut | 16 quai Vauban (Lage)                                                | PA00101582    | Inscrit                       | 1933                          |                |
| Wohn- und Geschäftshaus                             | von 1691 bis 1695 erbaut | 17 quai Vauban (Lage)                                                | PA00101583    | Inscrit                       | 1933                          | weitere Bilder |
| Wohn- und Geschäftshaus                             | von 1691 bis 1695 erbaut | 18 quai Vauban (Lage)                                                | PA00101584    | Inscrit                       | 1933                          | weitere Bilder |
| Wohn- und Geschäftshaus                             | von 1691 bis 1695 erbaut | 20 quai Vauban (Lage)                                                | PA00101585    | Inscrit                       | 1933                          | weitere Bilder |
| Wohn- und Geschäftshaus                             | von 1691 bis 1695 erbaut | 21 quai Vauban (Lage)                                                | PA00101586    | Inscrit                       | 1933                          | weitere Bilder |
| Wohn- und Geschäftshaus                             | von 1691 bis 1695 erbaut | 22 quai Vauban (Lage)                                                | PA00101587    | Inscrit                       | 1933                          | weitere Bilder |
| Wohn- und Geschäftshaus                             | von 1691 bis 1695 erbaut | 23 quai Vauban (Lage)                                                | PA00101588    | Inscrit                       | 1933                          | weitere Bilder |
| Wohnhaus                                            | von 1691 bis 1695 erbaut | 24 quai Vauban (Lage)                                                | PA00101589    | Inscrit                       | 1933                          | weitere Bilder |
| Wohn- und Geschäftshaus                             | von 1691 bis 1695 erbaut | 25 quai Vauban (Lage)                                                | PA00101590    | Inscrit                       | 1933                          | weitere Bilder |
| Wohnhaus                                            | von 1691 bis 1695 erbaut | 26 quai Vauban (Lage)                                                | PA00101591    | Inscrit                       | 1933                          | weitere Bilder |
| Wohnhaus                                            | von 1691 bis 1695 erbaut | 28 quai Vauban (Lage)                                                | PA00101592    | Inscrit                       | 1933                          | weitere Bilder |
| Wohn- und Geschäftshaus                             | von 1691 bis 1695 erbaut | 29 quai Vauban (Lage)                                                | PA00101593    | Inscrit                       | 1934                          | weitere Bilder |
| Wohnhaus                                            | von 1691 bis 1695 erbaut | 30 quai Vauban (Lage)                                                | PA00101594    | Inscrit                       | 1933                          | weitere Bilder |
| Wohnhaus                                            | von 1691 bis 1695 erbaut | 32 quai Vauban (Lage)                                                | PA00101595    | Inscrit                       | 1933                          | weitere Bilder |
| Wohnhaus                                            | von 1691 bis 1695 erbaut | 34 quai Vauban (Lage)                                                | PA00101596    | Inscrit                       | 1933                          | weitere Bilder |
| Wohnhaus                                            | von 1691 bis 1695 erbaut | 36 quai Vauban (Lage)                                                | PA00101597    | Inscrit                       | 1933                          | weitere Bilder |
| Wohnhaus                                            | von 1691 bis 1695 erbaut | 38 quai Vauban (Lage)                                                | PA00101598    | Inscrit                       | 1933                          | weitere Bilder |
| Wohnhaus                                            | von 1691 bis 1695 erbaut | 40 quai Vauban (Lage)                                                | PA00101599    | Inscrit                       | 1933                          | weitere Bilder |
| Hôtel particulier                                   | im Kern aus dem 16. Jahrhundert, Straßenfassade in der ersten Hälfte des 18. Jahrhunderts umgestaltet, Architekt vermutlich Jean-Pierre Galezot | 4 rue de la Vieille-Monnaie (Lage)                                   | PA00101600    | Inscrit                       | 1941                          | weitere Bilder |
| Wohnhaus                                            | aus dem 17. Jahrhundert | 6 rue de la Vieille-Monnaie (Lage)                                   | PA00101601    | Inscrit                       | 1941                          | weitere Bilder |
| Wohnhaus                                            | aus dem 18. Jahrhundert | 8 rue de la Vieille-Monnaie (Lage)                                   | PA00101602    | Inscrit                       | 1941                          | weitere Bilder |
| Maison espagnole                                    | Wohnhaus, 18. Jahrhundert | 10 rue de la Vieille-Monnaie (Lage)                                  | PA00101603    | Inscrit                       | 1941                          | weitere Bilder |
| Wohnhaus                                            | aus dem 18. Jahrhundert | 12 rue de la Vieille-Monnaie (Lage)                                  | PA00101604    | Inscrit                       | 1941                          | weitere Bilder |
| Palais Granvelle                                    | Stadtpalast von Nicolas Perrenot de Granvelle, von 1534 bis 1547 in italienischem Stil erbaut; ab 1676 Sitz des Gouverneurs der Franche-Comté; heute Musée du Temps | 96 Grande-Rue (Lage)                                                 | PA00101605    | Classé Inscrit                | 1862 1928                     | weitere Bilder |
| Palais de Justice                                   | Hauptgebäude (ehemaliges Parlement de Besançon) zwischen 1582 und 1587 erbaut, Architekt Hugues Sambin; Verhandlungssäle und Vestibül um 1900 eingerichtet | 2 rue Hugues-Sambin (Lage)                                           | PA00101606    | Classé Inscrit                | 1911 1979                     | weitere Bilder |
| Porte Noire                                         | Triumphbogen für Marc Aurel und Lucius Verus, zwischen 171 und 175 errichtet | Rue de la Convention (Lage)                                          | PA00101607    | Classé                        | 1840                          | weitere Bilder |
| Vauban’sche Stadtbefestigung                        | bastionierte Stadtbefestigung, von 1675 bis 1695 angelegt, Entwurf Sébastien Le Prestre de Vauban, bis zur Mitte des 19. Jahrhunderts wiederholt umgebaut und verstärkt, danach teilweise abgebrochen; zugehörig u. a. Tour de Rivotte, Tour de Bregille, Tour de Saint-Pierre, Tour des Cordeliers, Tour du Marais, Tour Notre-Dame, Tour de Chamars, Porte de Rivotte, Porte de Battant, Bastion du Moulin Saint-Paul, Bastion du Saint-Esprit, Bastion du Moulin de l’Archevêque, Bastion du Moulin de la Ville und Bastion de la Porte Notre-Dame; teilweise nur unterirdisch erhalten | (Lage)                                                               | PA00101608    | Classé Inscrit Classé         | 1942 2019 2025                | weitere Bilder |
| Grand Séminaire                                     | Kapelle des ehemaligen Priesterseminars, von 1670 bis 1688 erbaut | 20 rue Mégevand (Lage)                                               | PA00101609    | Inscrit                       | 1926                          | weitere Bilder |
| Synagoge                                            | von 1869 bis 1871 erbaut, Architekt Pierre Marnotte | 2 rue Mayence, 23c quai de Strasbourg (Lage)                         | PA00101610    | Classé                        | 1984                          | weitere Bilder |
| Städtisches Theater                                 | von 1778 bis 1784 erbaut, Architekt Claude-Joseph-Alexandre Bertrand nach einem Entwurf von Claude Nicolas Ledoux, Theatersaal 1958 ausgebrannt, danach verändert wiederaufgebaut | 47b rue Mégevand (Lage)                                              | PA00101611    | Classé                        | 1928                          | weitere Bilder |
| Tour de la Pelote                                   | Rundturm der Stadtbefestigung, 1475 erbaut, 2013 ausgebrannt, anschließend ekonstruiert | 43 quai de Strasbourg (Lage)                                         | PA00101612    | Classé                        | 1942                          | weitere Bilder |
| Usine Dodane                                        | Uhrenfabrik, von 1939 bis 1943 erbaut, Architekt Auguste Perret; mit der Innenausstattung und dem Garten | 7b avenue de Montrapon (Lage)                                        | PA00101613    | Inscrit                       | 1986                          | weitere Bilder |
| Archäologische Befunde                              | römerzeitliche Befunde im Bereich des Hôtel du Conseil régional de Bourgogne-Franche-Comté, durch Parkplatz überdeckt | 4 square Castan (Lage)                                               | PA00101764    | Inscrit                       | 1990 2021                     |                |
| Hôtel Saint-Pierre                                  | Hôtel particulier, 17. und 18. Jahrhundert; mit Teilen der Innenausstattung | 13 rue Battant (Lage)                                                | PA00101776    | Inscrit                       | 1991                          | weitere Bilder |
| Hôtel de Grosbois                                   | Hôtel particulier, 1735 erbaut, Architekt Jacques-François Tripard | 9 rue Girod-de-Chantrans (Lage)                                      | PA00101793    | Classé                        | 1996                          | weitere Bilder |
| Hôtel de Maîche                                     | Hôtel particulier, um 1742 erbaut, Fassade 1780 verändert, Architekt Jean-Charles Colombot, im 19. Jahrhundert aufgestockt | 74 Grande-Rue (Lage)                                                 | PA00132840    | Inscrit                       | 1994                          | weitere Bilder |
| Maison Brigonnet                                    | Eckwohnhaus, 1909 erbaut; mit dem Garten | 103 rue de Belfort (Lage)                                            | PA00132841    | Inscrit                       | 1994                          | weitere Bilder |
| Hôtel Brétillot                                     | Wohn- und Bankgebäude, im Kern von 1755, Architekt Nicolas Nicole, von 1887 bis 1890 umgebaut, Architekt Gustave Vieille; mit Teilen der Innenausstattung | 9, 9bis rue Charles-Nodier (Lage)                                    | PA00132842    | Inscrit                       | 1994                          | weitere Bilder |
| Hôtel de Sorans                                     | Hôtel particulier, im Kern aus dem 16. Jahrhundert, um 1737 umgebaut, Architekt vermutlich Jean-Pierre Galezot; mit Teilen der Innenausstattung | 25 rue Ernest-Renan (Lage)                                           | PA00132843    | Inscrit                       | 1994                          | weitere Bilder |
| Kellerei der Abtei Saint-Paul                       | bezeichnet 1531 | 51 rue François-Louis-Bersot (Lage)                                  | PA00135328    | Inscrit                       | 1995                          |                |
| Lunette von Trois-Châtels                           | ab 1792 erbaut | Chemin de Trois-Châtels (Lage)                                       | PA00135329    | Inscrit                       | 1995                          | weitere Bilder |
| Fort de Chaudanne                                   | 1792 als Lunette erbaut, von 1841 bis 1845 zum Fort erweitert | Chemin du Fort de Chaudanne (Lage)                                   | PA25000001    | Inscrit                       | 1996                          | weitere Bilder |
| Hôtel de Buyer                                      | Hôtel particulier, um 1700 erbaut, 1782 erweitert, Architekt Claude-Antoine Colombot; mit Teilen der Innenausstattung | 102 Grande-Rue (Lage)                                                | PA25000005    | Inscrit                       | 1997                          | weitere Bilder |
| Hôtel Gavinet                                       | Hôtel particulier, ab 1777 erbaut, Architekt Claude-Antoine Colombot; mit Teilen der Innenausstattung | 29 rue de la Préfecture (Lage)                                       | PA25000006    | Inscrit                       | 1997                          | weitere Bilder |
| Wohnhaus                                            | in der Art eines Hôtel particulier, ab der zweiten Hälfte des 16. Jahrhunderts | 86 rue des Granges (Lage)                                            | PA25000014    | Inscrit                       | 2000                          | weitere Bilder |
| Grange Huguenet                                     | Bauernhof mit Scheune, 13. Jahrhundert, 1848 von Alphonse Delacroix zu Wohnzwecken umgebaut; mit Teilen der Innenausstattung und der Parkanlage | 32 avenue de Montrapon (Lage)                                        | PA25000015    | Inscrit                       | 2000                          | weitere Bilder |
| Apotheke                                            | 1868 fertiggestellt; mit Teilen der Innenausstattung | 7 rue Morand (Lage)                                                  | PA25000016    | Inscrit                       | 2000                          | weitere Bilder |
| Villa Lorraine                                      | um 1908 erbaut, Architekt Maurice Forien, Buntglasfenster von Alphonse Gorgeon | 18 rue de Vittel (Lage)                                              | PA25000017    | Inscrit                       | 2000                          | weitere Bilder |
| Hôtel de Clévans                                    | Hôtel particulier, von 1739 bis 1741 erbaut, Architekt vermutlich Jean Querret, seit 1818 militärisch genutzt; mit Teilen der Innenausstattung und der Parkanlage | 4 rue du Général-Lecourbe (Lage)                                     | PA25000020    | Inscrit                       | 2001                          | weitere Bilder |
| Hôtel de Rosières                                   | Hôtel particulier, 16. Jahrhundert, mit älteren Bauteilen, 1789 umgestaltet, Architekt Claude-Antoine Colombot; mit Teilen der Innenausstattung | 4–6b rue Pasteur, 2 rue du Loup (Lage)                               | PA25000021    | Inscrit                       | 2001 2013                     | weitere Bilder |
| Lagerhaus des Port de Rivotte                       | 1782/83 erbaut, 1880 teilweise abgebrochen | 2 Faubourg Rivotte (Lage)                                            | PA25000039    | Inscrit                       | 2004                          | weitere Bilder |
| Gallorömische Villa                                 | Ruinen einer gallorömischer Villa mit zahlreichen Mosaiken, 1. Jahrhundert; mit dem modernen Pavillon d’Archéologie | 20 rue Chifflet (Lage)                                               | PA25000040    | Inscrit Classé                | 2004 2006                     | weitere Bilder |
| Hôtel Querret                                       | Hôtel particulier, von 1781 bis 1784 erbaut, Architekt Jean Querret; mit den Wirtschaftsgebäuden, zwei Brunnen, den Hofflächen und dem Garten | 7 rue du Général-Lecourbe (Lage)                                     | PA25000041    | Inscrit                       | 2004                          | weitere Bilder |
| Musikpavillon                                       | Musikpavillon des Hôtel Michotey, bezeichnet 1725 und 1733; im rückwärtigen Garten | 14 rue Mégevand (Lage)                                               | PA25000046    | Classé                        | 2007                          |                |
| Observatorium                                       | von 1883 bis 1885 erbaut, Architekt Étienne-Bernard Saint-Ginest; mit der Parkanlage, aber ohne die Laborgebäude von 1970 bzw. 1983 | 32, 34, 36, 41, 41bis, 43 avenue de l’Observatoire (Lage)            | PA25000047    | Inscrit Classé                | 2005 2012                     | weitere Bilder |
| Basilika Sts-Ferréol-et-Ferjeux                     | von 1884 bis 1901 erbaut, Architekt Alfred Ducat; mit der Kirchenausstattung | Rue de la Basilique (Lage)                                           | PA25000053    | Inscrit                       | 2006                          | weitere Bilder |
| Funiculaire de Bregille                             | Standseilbahn, 1911 erbaut; mit der Gleisanlage und der technischen Ausstattung | 2b rue du Funiculaire, 3 chemin des Monts de Bregille-Haut (Lage)    | PA25000071    | Inscrit                       | 2011                          | weitere Bilder |
| Wohn- und Geschäftshaus                             | um 1700 erbaut; mit den Gleisen der Decauville-Bahn | 110 Grande-Rue (Lage)                                                | PA25000077    | Classé                        | 2012                          | weitere Bilder |
| Caborde de Planoise                                 | Weinbergshütte, vor 1834 | Les Equeugniers, chemin du fort de Planoise (Lage)                   | PA25000079    | Inscrit                       | 2013                          | weitere Bilder |
| Wohnhaus                                            | aus dem 16. und 17. Jahrhundert; mit den Kellern und dem Hof | 36 rue Ernest-Renan (Lage)                                           | PA25000081    | Inscrit                       | 2014                          | weitere Bilder |
| Villa Zeltner                                       | Nebengebäude zur Rue de Vittel, 1929, Architekt Maurice Boutterin | 5 rue de Vittel, 12 avenue Carnot (Lage)                             | PA25000087    | Inscrit                       | 2016                          | weitere Bilder |
| Gefallenendenkmal auf dem Friedhof von Saint-Claude | 1922 errichtet, Bildhauer Albert Pasche | 3 place du Souvenir-Français (Lage)                                  | PA25000095    | Inscrit                       | 2022                          |                |
| Louis-Pergaud-Denkmal                               | 1932 errichtet, Bildhauer Antoine Bourdelle | Parc Micaud, 19 avenue Édouard-Droz (Lage)                           | PA25000106    | Inscrit                       | 2024                          | weitere Bilder |
| Wohn- und Geschäftshaus                             | 1838 erbaut, Architekt Pierre Marnotte | 117 Grand-Rue (Lage)                                                 | PA25000107    | Inscrit                       | 2024                          |                |